# Draconarius zonalis
Draconarius zonalis là một loài nhện trong họ Amaurobiidae.
Loài này thuộc chi Draconarius. Draconarius zonalis được Yajun Xu & S. Q. Li miêu tả năm 2008.